# Atins
Atins é uma vila selvagem do município de Barreirinhas, no estado do Maranhão, na região nordeste do Brasil. Se localiza na foz do rio Preguiças onde se encontra com o Oceano Atlântico. A vila é extrema e remota com aproximadamente 1.500 habitantes. 
É o maior povoado litorâneo do Município e um lugar privilegiado, pois é encrustado entre as dunas do Parque Nacional dos Lençóis Maranhenses, o delta do Rio Preguiças e o Oceano Atlântico. Rodeada de praias, dunas e lagoas de águas cristalinas que se formam durante o período chuvoso. O vilarejo fica cerca de duas horas de barco ou Jeep 4×4 do município de Barreirinhas, é realmente para quem dá conta da natureza e entende seu poder e limitantes. É considerado a porta de entrada do Parque Nacional dos Lençóis Maranhenses.
Os bancos de areia de sedimentos transportados pelo Rio Preguiças formam uma lagoa natural, protegendo as praias de grandes ondas e aliadas aos ventos fortes proporcionam condições ideais para o KiteSurf! O esporte é um dos pontos centrais da vila, com diversas escolas de Kite, que recebem alunos de todo o mundo para a prática do Esporte.
Os moradores nativos vivem principalmente da pesca no mar, do turismo e da lavoura em pequenos terrenos por curtos períodos após a estação das chuvas. 
Hoje os moradores estão longe de ser isolados ou provincianos, devido as trocas culturais que ocorrem com visitantes de todo o mundo, os moradores são uma miscelânea desse Brasil e do Mundo afora, apesar de ainda ter muita cultura local.
A vida em Atins, embora esteja passando por um momento de desenvolvimento turístico, ainda se mantém simples. Com um perfil de turista voltado para o ecoturismo e turismo de aventura, com uma demanda anual pequena, em Atins a vida segue tranquila.
O difícil acesso ao vilarejo faz com que esse seja um destino ideal para quem quer fugir das multidões que visitam o estado todos os anos. Com ar rústico e charmoso, Atins tem crescido na oferta de Gastronomia de qualidade e Hospedagens Charme. Uma principal característica de lá é são as viagens de barco. A chegada e a saida acontece por meio de uma lancha. 

### Etimologia
"Atins" deriva do termo tupi aty, que significa "gaivota".